# Jutta Nowak
Jutta Nowak (* 1960) ist eine deutsche Religionspädagogin.

## Leben
Nowak wurde im Ruhrgebiet geboren und wuchs dort auf. Von 1978 bis 1984 studierte sie Katholische Theologie und Sportwissenschaften für das Lehramt mit Erziehungswissenschaften und Philosophie an der Ruhr-Universität Bochum. Nach dem Absolvieren des Ersten Staatsexamens (für Sekundarstufe I und II) war sie als Studienreferendarin an einem Gymnasium in Rheda-Wiedenbrück tätig. Im Anschluss an das Zweite Staatsexamen führte sie ein Studienaufenthalt nach Brasilien. 1991 promovierte sie an der Universität Freiburg bei Gisbert Greshake mit einer Arbeit über Clodovis Boff zum Doktor der Theologie. 
Nowak war von 1993 bis 2008 Referentin für die Grundschulen am Institut für Religionspädagogik der Erzdiözese Freiburg. Hier war sie u. a. Redakteurin der Zeitschrift Information & Material für den RU an Grund-, Haupt- und Sonderschulen. Von 2008 bis 2019 war sie Dozentin für Religionspädagogik und Schulpädagogik an der Fachakademie für Pastoral und Religionspädagogik (Margarete-Ruckmich-Haus) in Freiburg. Parallel dazu absolvierte sie Fortbildungen zum Thema Supervision und Coaching. Seit 2019 lehrt sie als Professorin für Religionspädagogik an der Katholischen Hochschule Freiburg.
Zu den Schwerpunkten ihrer Forschung gehören religionspädagogische Grundfragen, interkulturelles und interreligiöses Lernen, Didaktik des Religionsunterrichts, didaktische Erschließung systematischer Inhalte sowie unterrichtsbezogene Kompetenzen von Religionspädagogen. Auf dem Landesbildungsserver von Baden-Württemberg ist Jutta Nowak als Expertin für das Fach Katholische Religion ausgewiesen.

## Veröffentlichungen
Nowak veröffentlichte mehrere Materialien für den Religionsunterricht.
- Sehen lernen mit dem Kirchenjahr: Weihnachten, Ostern, Pfingsten (Lernimpulse für den RU an Grundschulen). Freiburg i. Br. 2008.
- Das Vater unser - Gebet unseres Lebens. Eine Werkstatt für die Klassen 2-4 (IRP-Unterrichtshilfen für den RU an Grundschulen). Freiburg i. Br. 2005.
- Von Abraham lernen, auf Gott zu vertrauen (IRP-Unterrichtshilfen für den RU an Grundschulen). Freiburg i. Br. 2004.
- Das Reich Gottes ist da! Gleichnisse Jesu (IRP-Unterrichtshilfen für den RU an Grundschulen). Freiburg i. Br. 2003.
- Nikolaus von Myra: Heiliger der Ökumene (IRP-Unterrichtshilfen für den RU an Grundschulen). Freiburg i. Br. 2001.
- Theorie der Befreiung. Struktur, Bedingungen und Resultat "theologischer Produktion" bei Clodovis Boff. St. Ottilien 1992, ISBN 3-88096-850-0.